# Gare Terrebonne
Cet article concerne la gare. Pour la ville de Terrebonne, voir Terrebonne.
Ne doit pas être confondu avec Terminus Terrebonne.
La gare Terrebonne est une gare du réseau de train de banlieue de Montréal exploité par Exo située dans la ville du même nom, dans la province de Québec au Canada. La gare fait partie de la ligne 15 - Mascouche inaugurée en décembre 2014. Des supports à vélo sont disponibles pour les cyclistes et 700 places de stationnement sont adjacentes à la gare.